# Calculator cu ADN
Calculator cu ADN sau calculator molecular este un calculator care folosește molecule de ADN (acid deoxyribonucleic) pentru realizarea calculelor. ADN-ul este foarte similar cu un hard drive de calculator în ceea ce privește modalitatea de stocare permanentă a informațiilor referitoare la genele din organism. Un sistem de calcul care utilizează ADN se bazează pe mecanisme de codificare fundamental diferite de cele ale computerului convențional: informațiile sunt traduse în termeni de unități chimice ale ADN-ului. Moleculele de ADN au fost deja utilizate pentru a realiza cele mai complexe probleme matematice. 

## Scurt istoric
În anul 1994, Leonard Adleman cercetător în știința de calcul de la Universitatea din California de Sud, a introdus ideea de folosire a ADN-ului pentru a rezolva probleme matematice complexe. Utilizarea ADN-ului în calculul computerizat a fost demonstrată de către Adleman pentru a rezolva o problemă de matematică, cunoscută și ca problema „agentului de vânzări călător”. Scopul problemei este să se găsească cea mai scurtă rută între un număr de orașe, mergând prin fiecare oraș doar o singură dată. Adleman alege să găsească cea mai scurtă rute dintre șapte orașe.
Cercetătorii de la Universitatea din Rochester, New York, au dezvoltat în 1997 porți logice obținute din ADN, primul pas către crearea unui calculator cu ADN care are o structură similară cu cea a unui calculator electronic. Aceste porți transformă codul binar într-o serie de semnale pe care calculatorul le folosește pentru a realiza operații.  Porțile logice ar putea fi combinate cu ADN-ul microcipurilor pentru calculul cu ADN. 
În anul 2002, o echipă de cercetători de la Institutul de știință Weizmann din Rehovot, Israel, au dezvăluit o mașină de calcul molecular programabilă compusă din enzime și molecule de ADN. 
La 28 aprilie 2004, este raportat în revista Nature crearea unui computer ADN cu un modul I/O, de către același institut. 
Oamenii de știință de la Universitatea Columbia și Universitatea din New Mexico, dezvoltă în 2006 un computer ADN, bazat pe ADN Stem Loop Controllers, numit MAYA-II (Molecular Array of YES and ANDNOT logic gates). Este succesorul MAYA I, și are mai mult de 100 de circuite ADN. Porțile logice sunt formate din dezoxiribozime E6 (ADNzime) care reacționează la intrarea specifică oligonucleotidică. 
La 28 martie 2013, o echipă de bioingineri de la Universitatea Stanford a anunțat că au creat echivalentul biologic al unui tranzistor, pe care l-au numit „transcriptor” (tranzistor biologic). 
În 2019, un grup de biologi moleculari condus de Chunlei Guo de la Universitatea Rochester din New York, a creat un sistem de calcul bazat pe ADN care folosește 32 de șiruri de ADN pentru a stoca și procesa informațiile și capabil să extragă rădăcini pătrate din numere de 10 biți. 

## Funcționare
Principiul calculului cu un computer bazat pe ADN constă în sintetizarea unor secvențe specifice de ADN. ADN-ul poate stoca mari cantități de informații codificate sub forma unor secvențe de molecule, cunoscute sub numele de nucleotide, citozina (C), guanina (G), adenina (A) şi timina (T). Moleculele de ADN pot fi utilizate pentru a procesa informații folosind un procedeu de unire a perechilor de ADN ce este cunoscut sub numele de hibridizare. Pe baza procesului natural de formare şi desfacere a legăturilor dintre lanţurile de ADN, se pot utiliza caracteristicile unice ale acestuia ca date de intrare și de ieşire în procesul de calcul.
Atunci când o înlănțuire ADN solitară (intrare) se combină cu înlănțuirea unei perechi (poartă), separă și eliberează cealaltă înlănțuire a perechei (ieșire), care devine la rândul ei solitară. Noua înlănțuire de sine stătătoare poate servi ulterior ca intrare pentru următoarea poartă logică. Toate aceste procese se manifestă într-o eprubetă cu apă salină, în care lanțurile de molecule se  ramifică asemenea unor tentacule și se amestecă, după modelul prezentat.
Odată cu experimentul lui Adleman, au fost propuse mai multe „circuite” pe bază de ADN care să implementeze metode de calcul precum ar fi logica booleană, formule aritmetice și calculul reţelelor neuronale. Aşa-numita programare moleculară utilizează concepte și modele de calcul aplicabile în cazul ADN-ului. „Programele” create în acest fel reprezintă de fapt metodele de selectare a moleculelor care interacționează într-un anumit mod prin care se poate obţine un anumit rezultat specific prin procesul de auto-asamblare a ADN-ului. În acest fel, moleculele vor interacționa într-un mod spontan pentru a forma configuraţia dorită a componentelor ADN-ului.

## Avantaje și dezavantaje
Deoarece calculatoarele moleculare lucrează cu reacții chimice, ele efectuează un număr mult mai mic de operații pe secundă. Dar, pentru că lucrează în paralel, aceeași reacție chimică având loc simultan pentru foarte multe stări inițiale (secvențe ADN), numărul operațiilor paralele fiind proporțional cu numărul moleculelor, de ordinul 1019, viteza de calcul a calculatoarelor moleculare poate fi mult mai mare ca a celor electronice (1019 față de 1010).
Moleculele de ADN prezintă mai multe caracteristici care sunt superioare materialelor pe bază de siliciu. Printre acestea se numără dimensiunea lor (2 nm), programabilitatea și capacitatea mare de stocare a informațiilor. De asemenea, ADN-ul este versatil, ieftin și ușor de sintetizat, iar computerele pe bază de ADN necesită mult mai puțină energie decât procesoarele pe bază de siliciu care sunt alimentate electric. Un alt avantaj al ADN-ului în comparaţie cu circuitele electronice este acela că acesta poate interacționa cu mediul său biochimic.
Dezavantajul utilizării moleculelor de ADN este viteza: în prezent este nevoie de mai multe ore pentru a calcula rădăcina pătrată a unui număr de patru cifre, operaţie pe care un computer tradițional o poate realiza într-o sutime de secundă. Un alt dezavantaj este acela că circuitele ADN-ului sunt de unică folosință. Acestea trebuie să fie recreate pentru a efectua din nou același calcul. Mai există, însă, și alte limitări și anume faptul că nu poate stoca valori în memorie.

## Posibile aplicații
Calculatoarele ADN și-ar putea găsi întrebuințări în biotehnologie și bioinginerie. Calculatoarele pe bază de ADN ar putea fi utilizate pentru a controla modul de administrare al unor medicamente în interiorul organismelor vii. Programele pe bază de ADN au fost deja aplicate în medicină pentru diagnosticarea tuberculozei. Alte programe pe bază de ADN dedicate aplicaţiilor medicale se concentrează pe limfocite, acestea sunt definite prin prezența sau absența unor markeri de celule care pot fi detectaţi în mod natural prin logica booleană (adevărat/fals).
ADN-ul poate fi utilizat şi pentru a controla mișcarea, permițând crearea dispozitivelor nanomecanice pe bază de ADN. S-au realizat roboţi nanomoleculari ce se puteau deplasa pe anumite rute stabilite şi care erau realizaţi în întregime din ADN. Astfel de nanoroboţi ADN s-ar putea deplasa de-a lungul unui traseu și ar putea semnala atunci când ajung la capătul acestuia, indicând în acest fel terminarea calculului. Similar circuitelor electronice care sunt imprimate pe un suport, moleculele de ADN ar putea fi folosite pentru imprimarea unor trasee similare şi s-ar putea folosi enzime pentru a controla modul de parcurgere a traseului de către roboții ADN. Aceștia ar urma o cale sau alta în funcţie de logica decizională implementată pe circuit. Roboţii ADN ar putea transporta, de asemenea, o anumită încărcătură moleculară, astfel încât ar putea fi folosiţi pentru a livra medicamente în interiorul corpului pentru tratarea unor afecțiuni.

## Viitorul computerelor pe bază de ADN
Computerele pe bază de ADN au un uriaș potențial în viitor moleculele ADN pot efectua calcule de mult mai multe ori mai rapid decât cel mai performant calculator convențional. ADN-ul ar putea fi integrat într-un cip pentru a crea un biocip care va face calculatoarele să funcționeze mult mai rapid. Un calculator cu ADN poate fi mult mai compact, mai precis și mai eficient decât calculatoarele convenționale. Doar într-un centimetru cub ar putea încape peste 10 trilioane de molecule de ADN, va putea stoca 10 teraocteți de date, și va putea realiza 10 trilioane de calcule în același timp.